# Destiny World Tour
Il Destiny World Tour è stato il terzo tour di concerti del gruppo musicale statunitense The Jacksons per promuovere il loro album Destiny e, nella seconda parte del tour, l'album da solista Off the Wall di Michael Jackson. 
Il tour ebbe inizio il 22 gennaio 1979 a Brema, in Germania Ovest e terminò il 26 settembre dello tesso anno a Los Angeles, Stati Uniti.
I Jacksons fecero approssimativamente 30 concerti in Europa, 76 concerti in Nord America e 1 in Centro America per un totale di 107 concerti.

## Scaletta

### Prima parte (1979)
1. Dancing Machine
2. Things I Do for You
3. Ben
4. Keep on Dancing
5. Jackson 5 Medley: I Want You Back/ABC/The Love You Save
6. I'll Be There
7. Enjoy Yourself
8. Destiny
9. Show You the Way to Go
10. All Night Dancin'
11. Blame It on the Boogie

### Seconda e terza parte (1979-1980)
1. Dancing Machine
2. Things I Do for You
3. Off the Wall
4. Ben
5. Jackson 5 Medley: I Want You Back/ABC/The Love You Save
6. I'll Be There
7. Rock with You
8. Enjoy Yourself
9. Don't Stop 'til You Get Enough
10. Shake Your Body (Down to the Ground)